# Balle d'or
La Balle d'or est une récompense attribuée au meilleur joueur français de golf de l'année.
Créée en 2011 par la société MyEasyGolf, ce titre est attribué au meilleur joueur de golf français de l'année par le vote de tous les joueurs et passionnés de golf en France.
Le dernier vainqueur du titre est Julien Quesne, vainqueur de la Balle d'or 2012.

## Historique
Cette récompense est créée en 2011 par la société MyeasyGolf, sous l'impulsion de ses dirigeants.

## Attribution
La balle d'or est attribué par le vote de tous les joueurs et les passionnés de golf en France. Ce vote est ouvert à tous.
2011 :
Pour la première édition de la balle d'or, les quatre nommés étaient Raphaël Jacquelin, Thomas Levet, Gregory Havret et Grégory Bourdy .
Avec 38 % des voix, c'est Gregory Havret qui remporta cette première édition, suivi par Thomas Levet 27 % des voix et Raphaël Jacquelin 26 % des voix, enfin Grégory Bourdy ferme la marche avec 9 % des voix.
La fin de saison de Gregory Havret aura fait la différence, grâce notamment a une excellente deuxième place à l’Open de Hong Kong et de nombreux TOP10. Sans compter qu'il a réussi grâce à sa saison à intégrer le TOP100 mondial.
2012 :
En 2012, Julien Quesne remporte la balle d'or avec 41 % des voix, il devance de quelques voix Raphaël Jacquelin (35 %). Romain Wattel termine à la 3e place avec 18 % des voix. Victor Dubuisson qui a été blessé en fin de saison n’obtient que 6 % des voix.

## Palmarès
Depuis 2011, 2 joueurs ont été récompensés par la Balle d'or 
| Année | Premier        | Deuxième          | Troisième         |
| ----- | -------------- | ----------------- | ----------------- |
| 2011  | Gregory Havret | Thomas Levet      | Raphaël Jacquelin |
| 2012  | Julien Quesne  | Raphaël Jacquelin | Romain Wattel     |